# Assisi
Assisi, hrvatski također i Asiz (latinski: Asisium), je grad u talijanskoj pokrajini Perugi, u regiji Umbria. Smješten je na manjoj planini Asi (po kojoj je dobio ime) koja se nalazi na zapadnoj strani planine Monte Subasio, na pola puta između gradova Perugia i Foligno, oko 66 km sjeverno od Rima. 
Grad je najpoznatiji kao rodno mjesto sv. Franje koji je u gradu osnovao franjevački red 1208. godine, sv. Klare (Chiara d'Offreducci), osnivačice reda Klarisa, te sv. Gabrijela od Žalosne Gospe iz 19. stoljeća.

## Povijest
Oko 1000. pr. Kr. na gornjem Tiberu se doselili brojne izbjeglice iz okolice Assisija, ali i iz drugih udaljenih mjesta sve do Jadranske obale. To su bili Umbri koji su običavali živjeti u malim nastambama na uzvišenjima. Od 450. pr. Kr. ove nastambe zauzimaju Etruščani, koji su vladali do 295. pr. Kr. kada su nakon bitke za Sentinum cijelom središnjom Italijom zavladali Rimljani. Oni su izgradili uspješni  municipij Asisium na nekoliko terasa planine Subasio. Rimski spomenici se još uvijek nalaze u Assisiju: obrambene gradske zidine, forum (danas Piazza del Comune), kazalište, amfiteatar i Minervin hram (preuređen u crkvu Santa Maria sopra Minerva. 
Biskup i mučenik, Sveti Rufino, je prema tradiciji pokrstio građane Assisija oko 238. godine i nakon njegove mučeničke smrti u Costanu njegovi posmrtni ostaci su smješteni u asišku katedralu, danas katedrala San Rufino, a sv. Rufino je postao svetac zaštitnik grada.
Ostrogotski kralj Totila je 545. godine uništio većinu grada koji je potpao pod Langobarde kao dio langobardske, a potom franačke vojvodine Spoleto.
U srednjem vijeku Assisi je postao samostalna gibelinska komuna u 11. stoljeću koja se konstantno sukobila s gibelinskom Perugiom. U jednoj od tih bitaka, Francesco di Bernardone (Sveti Franjo Asiški) je zatočen što je pokrenulo niz događaja kojima je naposljetku osnovan franjevački red. Od tada je Assisi postao hodočasničkim mjestom ovog nježnog sveca koji je, zajedno sa sv. Katarinom Sijenskom proglašen svecem zaštitnikom Italije. 
U 13. stoljeću, za vrijeme papinske jurisdikcije, grad se počeo širiti izvan drevnih rimskih zidina. Carsku utvrdu Rocca Maggiore, na brdu iznad grada, koju su pučani razrušili 1189. godine, obnovio je papinski legat, kardinal Gil de Albornoz.
Assisijem su vladali mnogi despotski vladari: kondotjeri Biordo Michelotti, Gian Galeazzo Visconti i njegov nasljednik Francesco I. Sforza, milanski vojvoda, te Jacopo Piccinino i Federico II. da Montefeltro, gospodari Urbina. Nakon izbijanja kuge 1348. godine, započinje polagani pad grada, nakon čega ponovno postaje vatikanskim posjedom za vrijeme pape Pija II. (1458. – 1464.).
Godine 1569. započela je izgradnja crkve Blažene Djevice Marije od anđela (Basilica Santa Maria degli Angeli), i grad se nastavio razvijati, čemu svjedoče i palače Bernabei i Giacobetti iz 17. stoljeća. 
Assisi su zadesila dva katastrofalna potresa u Umbriji u rujnu 1997. godine. Iako su srušeni mnogi spomenici, grad se brzo oporavio i najvažnija građevina, crkva sv. Franje (Basilica di San Francesco) se otvorila za javnost samo 2 godine kasnije.

## Znamenitosti
UNESCO je status svjetske baštine dodijelio urbanoj urbanom tkanju grada Assisija kojem dominiraju dva srednjovjekovna dvorca. Veći dvorac, Rocca Maggiore, je izgradio kardinal Cardinal Albornoz 1367. god. za papu Pija II. i kasnije Pavla III. Manji dvorac je stariji, rimski, od kojeg su ostala samo tri tornja. 

### Crkve
- Bazilika Svetog Franje Asiškog, UNESCO-ova svjetska baština, zajedno s franjevačkim samostanom Sacro Convento, sastoji se od donje i gornje crkve (Basilica inferiore e superiore) koje su započete netom nakon njegove kanonizacije 1228., a dovršene 1253. godine. U donjoj crkvi se nalaze vrijedne freske kasnogotičkih slikara Cimabuea i Giottoa; dok su u gornjoj crkvi freske s prikazima života sv. Franje, prije atribuirane Giottou, a danas Cavalliniju iz Rima.
- Santa Maria Maggiore (Sveta Marija Velika) ili Santa Maria Sopra Minerva je najstarija crkva u Assisiju.
- Katedrala San Rufino (Sveti Rufinus), izgrađena preko rimske cisterne, ima romaničku fasadu s tri rozete i interijer iz 16. stoljeća.
- Bazilika Svete Klare (Basilica di Santa Chiara) s masivnim lateralnim kupolama, rozetama i jednostavnim gotičkim interijerom, započeta 1257. godine, sadrži kriptu sv. Klare i freske i slike iz 13. stoljeća.
- Crkva Svete Marije od Anđela (Basilica of Santa Maria degli Angeli) u kojoj se nalazi Porziuncola.
- Nova crkva (Chiesa Nuova) je navodno izgrađena preko rodne kuće sv. Franje.
- Crkva Svetog Stjepana (Santo Stefano), jedna od najstarijih crkava.
- Maleni samostanska crkva Eremo delle Carceri u kanjonu iznad Assisija, u koji se povlačio sv. Franjo i gdje je propovijedao pticama.

- Panorama Asiza
- Piazza del Comune
- Santa Maria Sopra Minerva
- Bazilika Svete Klare
- Pietro Lorenzetti, 1310.-1329., detalj freske iz crkve sv. Franje.

## Kultura
Festival Calendimaggio, koji se održava od 1. do 5. svibnja, je festival srednjovjekovne i renesansne kulture u obliku teatralnog sukoba gornjeg i donjeg grada, uključujući procesije, kazališne prezentacije, bajraktare i plesove. 
U cijeloj Europi je slavljen Asiški vez, oblik veza ukrštanjem niti koji datira još iz 13. stoljeća.
Danas je Assisi prije svega hodočasničko mjesto u kojemu hodočasnici podižu i oltare za sve svjetske religija, a druge organizacija poput Assisi Performing Arts, upotpunjavaju turističku ponudu glazbenim i drugim događajima.
Assisi je, kao rijetki grad u svijetu, bio dom nekoliko svetaca: Sveta Agneza Asiška, Sveta Klara, Sveti Franjo Asiški, Sveti Gabriel od tužne Gospe, Sveti Rufinus Asiški i Sveti Vitalis Asiški.

## Zbratimljeni gradovi
Asiz je zbratimljen sa sljedećim gradovima:
- Betlehem, Palestina
- Paola, Italija
- San Francisco, SAD
- Santiago de Compostela, Španjolska

Asiz također ima i ugov o prijateljstvu s
- Ripacandida, Italija